# Саки Каскас
Саки Каскас (известен как «Captain Ginger», «Saki Kaskas», настоящие имя англ. Theodosius Kaskamanidis; 24 сентября 1971, г. Крефельд — 11 ноября 2016) — композитор, гитарист, автор многочисленных саундтреков для компьютерных игр. Наибольший успех и популярность принесла ему серия Need for Speed.

## Биография
Родился в 1971 году в Германии, в г. Крефельд. Его семья иммигрировала из Греции в Германию, а когда ему исполнился один год, вместе с родителями и тремя сёстрами, переехал в Канаду, в г. Ванкувер. Первый музыкальный опыт состоялся в 6 лет, им была виниловая пластинка родителей с 8 композициями. Саки сидел со своими сёстрами Сиа и Энн и слушали греческую народную музыку, группы Rembetika (музыка исполнялась на bouzoki — особом виде гитар, немного похожим на мандолину). Впоследствии, эта музыка сильно повлияла на интерес будущего музыканта. В 1981 году, когда ему было 10 лет, он прошёл базовые уроки игры на гитаре в школе, но это было достаточно несерьёзно. В 1987 году, в возрасте 15 лет, Саки начал уже серьёзно заниматься игре на гитаре, уделяя примерно 5 часов в день. Через 2 года присоединяется к рок-группе «Omnibol», состоявшая из 4 музыкантов (Amos, Saki, Robin & Jason). Группа становится известной в музыкальной тусовке Ванкувера. Однако в 1993 году группа распалась. Саки пробовал себя в качестве гитариста в различных группах. Играл в группе греческих народных песен, хеви-металл группе, в группе, специализирующейся на каверах, рок-группе A Power Trio и гитарном дуэте. Также участвовал в различных коммерческих сессионных записях. В 1994 году присоединился к группе The Heavy Lounge. Это была инструментальная группа, которая играла прогрессивный рок с элементами джаза, фанка и металла. Клавишником был Джефф ван Дайк (англ. Jeff van Dyck, который работал в Electronic Arts. Группа не имела коммерческого успеха, поэтому Саки был вынужден зарабатывать деньги иным путём. Так, например, в 1995 году он работал официантом в местном ресторане.
Каскас скончался в 11 ноября 2016 года в своей квартире в Гастауне. Причиной смерти послужила передозировка фентанила. Только после прочтения его личных дневников и отчета коронера его близкие узнали, что Каскас боролся с героиновой зависимостью в течение десяти лет.
Посмертно, при участии старого друга Саки Джеффа ван Дайка, 28 июня 2019 года был выпущен сольный альбом музыканта — Theodosius.

## Карьера вElectronic Arts
В 1995 году Джефф записал новый саундтрек для игры NHL '96. Пригласил Саки в качестве сессионного музыканта. К этому моменту (1996 год) у Саки Каскаса имелось уже несколько готовых композиций, которые он дал послушать Джеффу. После ознакомления с ними, Джефф отправил их на согласование в EA Canada. Компания подписала контракт с Саки Каскас и включила его в штат.
Список его произведений за время работы в Electronics Arts:
- The Need for Speed
- Need for Speed II
  - Siwash Rock
  - Sanoqoua
  - Feta Cheese
  - Headless Horse (вместе с Джефф ван Дик)
  - и многие другие совместно с остальными композиторами.
- Need for Speed III: Hot Pursuit
  - Little Sweaty Sow
  - Knossos
  - Flimsy
- Need for Speed: High Stakes
  - Callista (также в Mass Effect 2)
  - Bulbular Swirl
  - Amorphous Being
  - Globular Cluster
- Need for Speed: Porsche Unleashed (под псевдонимом Captain Ginger)
  - Psychonaught
  - Metrognome
  - Congrats
  - Aquadelic
- NHL 97
- NHL 98